# ベルベット

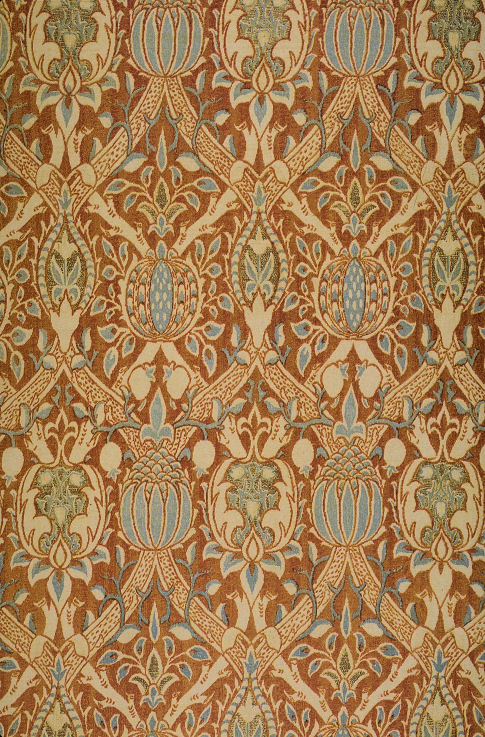
シルクのベルベット（ウィリアム・モリスデザイン）

ベルベットの裁断の図解。二枚生地の間の糸を裁断する。

ベルベット（英: velvet）は、タテ糸パイルの比較的毛足の長いパイル織物の一種。平織または綾織の2枚の織物をたて糸によってパイル糸とともに織り込み、それを2枚に切り分けて製造される。高密度に繊維が揃い繊維の末端周辺に特有の肌触りを持つ。
英語でベルベット、ポルトガル語でビロード（ポルトガル語: veludo、スペイン語: velludo）、フランス語でベロア、和名で天鵞絨（）とも呼ばれる。

## 特徴
13世紀にイタリアのベルッティが編み出した生地でベルットと呼ばれた。柔らかで上品な手触りと深い光沢感が特長で、フォーマル・ドレスやカーテンに用いられる。レーヨンや絹が一般的。縫いずれし易く、きれいに縫製するには高度な技術が必要である。
ベッチン（別珍、英語名：ベルベッティーン）と見た目では区別がつきづらく混同され易い。どちらも製品としては見た目はよく似ているが、製法に違いがある。ベルベットがタテ糸パイルの比較的毛足の長いパイル織物であるのに対し、ベッチンは比較的毛足の短いパイル織物である。
日本にはポルトガルからもたらされ、16世紀の戦国武将の帽子や外套にベルベット製のものがある。ポルトガル語のveludoの日本語読みでビロードと称された。また、和名は天鵞絨で天鵞は白鳥の意味である。伝来した当初は絹製の白い生地を指していたため、ビロードは特にシルク製のベルベットのことをいうこともある。
生地としての利用の他、レコード拭きに利用された。特に日本では、皇室の馬車、国会の椅子などはすべて和歌山県橋本市で作られたシルク製のジャカードベルベットが用いられている。これはベルベットのパイルがない部分に模様を織り出している紋ベルベットの一種で、金糸と銀糸を使っている場合特に金華山織りと称して区別する。